# Incendi de Table Mountain del 2021
L'incendi de Table Mountain del 2021 (també conegut com el foc de Rhodes Memorial o el foc de Newlands) va ser un incendi important que va començar el 18 d'abril de 2021 a la zona del Parc Nacional de Table Mountain i als barris de Newlands, Rosebank, Mowbray i Rondebosch a Ciutat del Cap, Sud-àfrica. Els danys causats a la muntanya inclouen el Memorial de Rhodes, on es va cremar una cafeteria; el campus superior de la Universitat de Ciutat del Cap, on es va destruir una part de la Biblioteca Jagger de la Universitat de Ciutat del Cap, i el Molí de Mostert, un molí de vent històric que també es va cremar.

## Cronologia
El foc es va iniciar el matí del 18 d’abril a prop del Memorial de Rodes, al parc nacional de Table Mountain. Els bombers van rebre l'avís a les 08:45 SAST (06:45 UTC). S'especula que es va tractar d'un foc de pólvora, possiblement provocat per un foc solitari encès per un vagabund que viu a la muntanya. El foc es va propagar ràpidament a través de pins vells i runa, i va generar el seu propi vent, estenent-se pel parc nacional, el campus universitari i la ciutat. Hi havia una alerta de perill d'incendi extrem, amb temperatures elevades i humitat baixa.
Inicialment, els corrents ascendents de fum i de vent causats pel foc van evitar que es pogués desplegar suport aeri contra incendis. Més tard, més de 100 bombers van participar en la lluita contra el foc i es van utilitzar quatre helicòpters per llançar aigua al foc.
A les 14:10 SAST estudiants de la Universitat de Ciutat del Cap van ser evacuats i es van emetre avisos oficials perquè les persones de Rondebosch i la zona del bosc de Newlands del Parc Nacional de la Muntanya de la Taula també poguessin evacuar. A les 16:05 SAST SANParks va anunciar que el restaurant del Rhodes Memorial havia estat destruït per l'incendi. També es va tancar la carretera M3, amb el foc que es va estendre a l’altra banda.

## Impacte

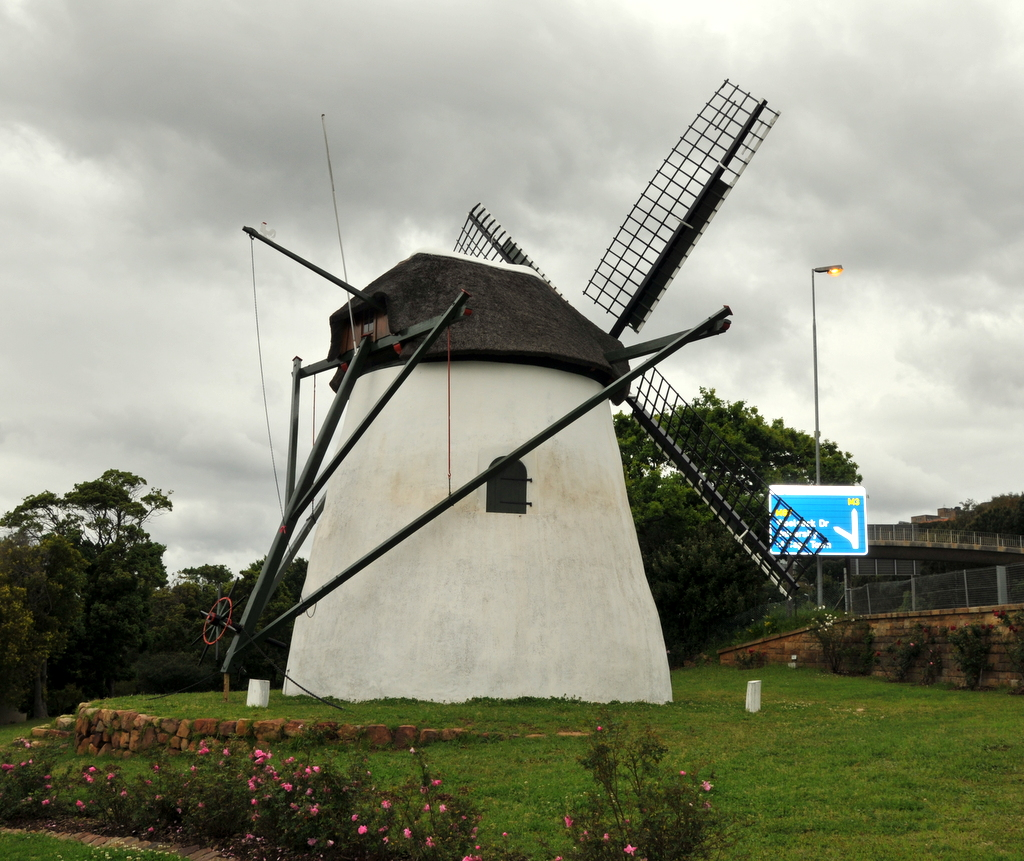
Molí de Mostert el 2012

El foc va cremar un restaurant al Rhodes Memorial, i va afectar el campus superior de la Universitat de Ciutat del Cap. Això incloïa la Biblioteca Jagger, el que va provocar la pèrdua de part de les 1.300 col·leccions i més de 85.000 llibres i altres articles de la biblioteca.
També es va destruir el molí de Mostert, el molí de vent en funcionament més antic de Sud-àfrica, construït el 1796 i quatre cases rurals de palla al darrere.
Dos bombers van ser hospitalitzats per cremades. Centenars d'estudiants van ser evacuats del campus universitari. A les 18:00 UTC no es va informar de cap pèrdua de vides.
El portaveu del centre de gestió de riscos de desastres de Ciutat del Cap va dir que no hi havia motiu de preocupació per als residents en l'etapa actual i va demanar mesures preventives com tancar totes les finestres i esmorteir els jardins posteriors amb aigua.